# Саванчук, Александр Владимирович
Александр Владимирович Саванчук (укр. Олександр Володимирович Саванчук; род. 9 октября 1982, Горловка, Донецкая область) — украинский футболист, нападающий. Мастер спорта.

## Биография
Начал заниматься футболом в Горловке в 6 лет. Первый тренер — Мальцев А. П. Играл за горловский «Шахтёр». В ДЮФЛ выступал за УОР (Донецк). Летом 2000 года перешёл в алчевскую «Сталь». Вначале выступал во Второй лиге за «Сталь-2». 12 сентября 2001 года дебютировал за основу «Стали» в Первой лиги в матче против днепропетровского «Днепр-2» (1:0). В сезоне 2004/05 вместе с командой выиграл Первую лигу и вышел в Высшую лигу. В Высшей лиге дебютировал 17 июля 2005 года в матче против одесского «Черноморца» (0:1), Саванчук вышел на 76 минуте вместо Андрея Данаева. Всего в Высшей лиге Александр Саванчук провёл 12 матчей выходя на замены. В феврале 2007 года перешёл в «Крымтеплицу» из Молодёжного, подписав контракт на 1,5 года. Вскоре вместе с командой отправился на сборы в Турцию. Официально в команде дебютировал 20 марта 2007 года в матче против киевского ЦСКА (0:1). В сезоне 2007/08 стал 6-м бомбардиров в Первой лиги и лучшим снайпером «Крымтеплицы» в сезоне забив 14 мячей. Летом 2008 года перешёл в «Феникс-Ильичёвец» из села Калинино. Из-за финансовых проблем «Феникса» Саванчук перешёл в ахтырский «Нефтяник-Укрнефть». Участвовал в чемпионате ЛНР 2015 года.
В 2023 году выступал за свердловский «Шахтёр» в Кубке Содружества.

## Личная жизнь
Женат на девушке Марине. Имеет образование — среднетехническое, тренер. Увлекаться бильярдом и теннисом, также любит играть в футбол на компьютере.